# Croix de Lacussol
La croix de Lacussol est une croix monumentale située à Saint-Vidal, en France.

## Généralités
La croix est située sur la route reliant le hameau de Lacussol à Saint-Vidal, en bord de route et dominant le village de Saint-Vidal. Elle est sur le territoire de la commune de Saint-Vidal, dans le département de la Haute-Loire, en région Auvergne-Rhône-Alpes, en France.

## Historique
La croix est datée du XVe siècle ou du début de la Renaissance,.
La croix est classée au titre des monuments historiques par arrêté du 19 août 1907.

## Description
Posée sur un socle en pierre garni de quatre marches, la croix se compose d'un fut à section carrée à sa base devenant cylindrique sur la hauteur. Au dessus du fût, un chapiteau ouvragé est présent et sépare le fût de la croix. Le croisillon est de section circulaire, a décoration torsadée, et chaque branche est terminée par des fleurons cruciformes volumineux.
L'iconographie représente d'un côté un Christ en croix, auréolé. De l'autre coté, un Vierge sur entablement est représentée tenant dans ses bras le Christ. La scène semble représenter une « descente de croix » plus qu'une « Vierge de pitié ». La scène est coiffée d'un dais gothique.